# 凯利·穆利斯
凯利·班克斯·穆利斯（英語：Kary Banks Mullis，1944年12月28日—2019年8月7日），美国生物化学家。1993年因发明聚合酶链式反应(PCR)，与迈克尔·史密斯分享诺贝尔化学奖。同年还获得日本国际奖。
PCR的技術現已成為生物化學和分子生物學內的關鍵技術。
穆利斯質疑愛滋病是否起於HIV病毒，質疑全球暖化並無堅實的科學根據；他也支持占星學。他這些非主流的觀點令他受到《紐約時報》的批評。

## 早年生活
穆利斯生於北卡羅萊納州的考德威爾縣，鄰近蓝岭山脉。他的家族以務農為生。小時候，穆利斯已對觀察郊區生物深感興趣。
1966年，穆利斯畢業於阿特蘭大的佐治亚理工学院的化學系。他在同時間結婚、創業。1972年他在加州大學柏克萊分校取得生物化學博士學位，其研究工作集中於如何合成蛋白質、研究蛋白質結構。畢業後，他曾一度想離開科學寫科幻小說，但後來又在University of Kansas Medical School、University of California, San Francisco做了兩年博士後工作。

## 事業
博士後工作完結之後，穆利斯有兩年在管理一個麵包場。他的朋友Thomas White鼓勵穆利斯回到科學界工作，為他在生物科技公司Cetus Corporation找到一份工作。穆利斯在那裏工作了七年，就是在這段工作期間，1983年，PCR誕生了——十年後穆利斯因此獲得諾貝爾獎。1986年，穆利斯離開了Cetus，在聖地牙哥的Xytronyx, Inc.公司工作了兩年，擔任該公司的生物化學的主管。

1992年，他開了一所公司，專門售賣包含已逝世名人DNA片段的珠寶，包括貓王皮禮士和瑪麗蓮夢露。
他是美国科学和工程节顧問團成員之一。過世前他曾在奥克兰儿童医院研究所工作。

## 個人觀點和生活
- 在他1998寫的自傳《心灵裸舞》裏，穆利斯質疑氣候變化和HIV引致愛滋病，認為兩者並無足夠的科學根據。他懷疑這兩個議題不過是科學家、環保份子和政府機構為保了自己的事業的舉動。
- 穆利斯對愛滋病的看法來自彼得·迪斯贝格（Peter Duesberg），而科學界和醫學界的共識是迪斯贝格的意見（迪斯貝格假說（英语：Duesberg hypothesis））屬偽科學；也有人批評穆氏本人不曾在愛滋病病毒方面做過任何研究。
- 他也支持占星學。在1998年的自傳裏，其中一章是〈我是摩羯座〉，他寫到自己開始研究占星學的原因是連續有三人猜對他的太陽星座是摩羯座。「民族植物學家發現土著用的草樂有療效，儘管沒人了解草藥裏的分子是什麼。民間傳統是個知識寶庫。」[7]
- 在自傳裏，他自稱曾在1985年與外星生物碰面。
- 穆利斯喜歡衝浪。
- 穆利斯曾四度結婚。[5]

## 外部連結
- Kary Mullis website（页面存档备份，存于）